# Chojnów (comune rurale)
Chojnów è un comune rurale polacco del distretto di Legnica, nel voivodato della Bassa Slesia.
Ricopre una superficie di 231,17 km² e nel 2004 contava 9 364 abitanti.
Il capoluogo è Chojnów, che non fa parte del territorio ma costituisce un comune a sé.